# اوتامیش
اوتامیش (به لاتین: Utamysh) یک منطقهٔ مسکونی در روسیه است که در شهرستان کایاکنتسکی واقع شده‌است.